# La vergüenza (película de 2009)
La vergüenza es una película española dirigida por David Planell y estrenada en 2009. La película es la ópera prima  de David Planell (como largometraje) y en el Festival de Málaga de 2009 se alzó con la Biznaga de Oro a la Mejor Película y la Biznaga de Plata al Mejor Guion. Estuvo nominada al Premio al mejor director novel en la XXIV edición de los Premios Goya. La película combina géneros como el drama, el humor negro, la ternura e incluso el suspense.

## Sinopsis
Hace unos meses, Pepe y Lucía acogieron a Manu, un niño de ocho años procedente de Perú. La pareja sabía que se trataba de un chico problemático, pero confiaba en que sus dotes de comunicación, su cariño y sus ganas de ser padres iban a ser suficientes para acomodarse a la nueva situación. Hoy tienen una reunión con la asistenta social para ver si inician los trámites de la adopción legal, y Pepe y Lucía han tomado una decisión difícil: devolver a Manu antes de que éste acabe con su relación.

## Protagonistas
La pareja protagonista está formada por dos grandes actores. Alberto San Juan que regresó a un papel dramático después de ganar el Premio Goya por "Bajo las estrellas", mientras que Natalia Mateo se había dado a conocer ante el gran público tras su intervención en "El patio de mi cárcel".

## Premios
Medallas del Círculo de Escritores Cinematográficos de 2009
| Categoría            | Persona       | Resultado |
| -------------------- | ------------- | --------- |
| Mejor guion original | David Planell | Ganador   |

12.ª edición del Festival de Málaga
| Categoría                       | Persona       | Resultado |
| ------------------------------- | ------------- | --------- |
| Biznaga de Oro                  | La vergüenza  | Ganadora  |
| Biznaga de Plata al mejor guion | David Planell | Ganador   |